# Tåg
För andra betydelser, se Tåg (olika betydelser).

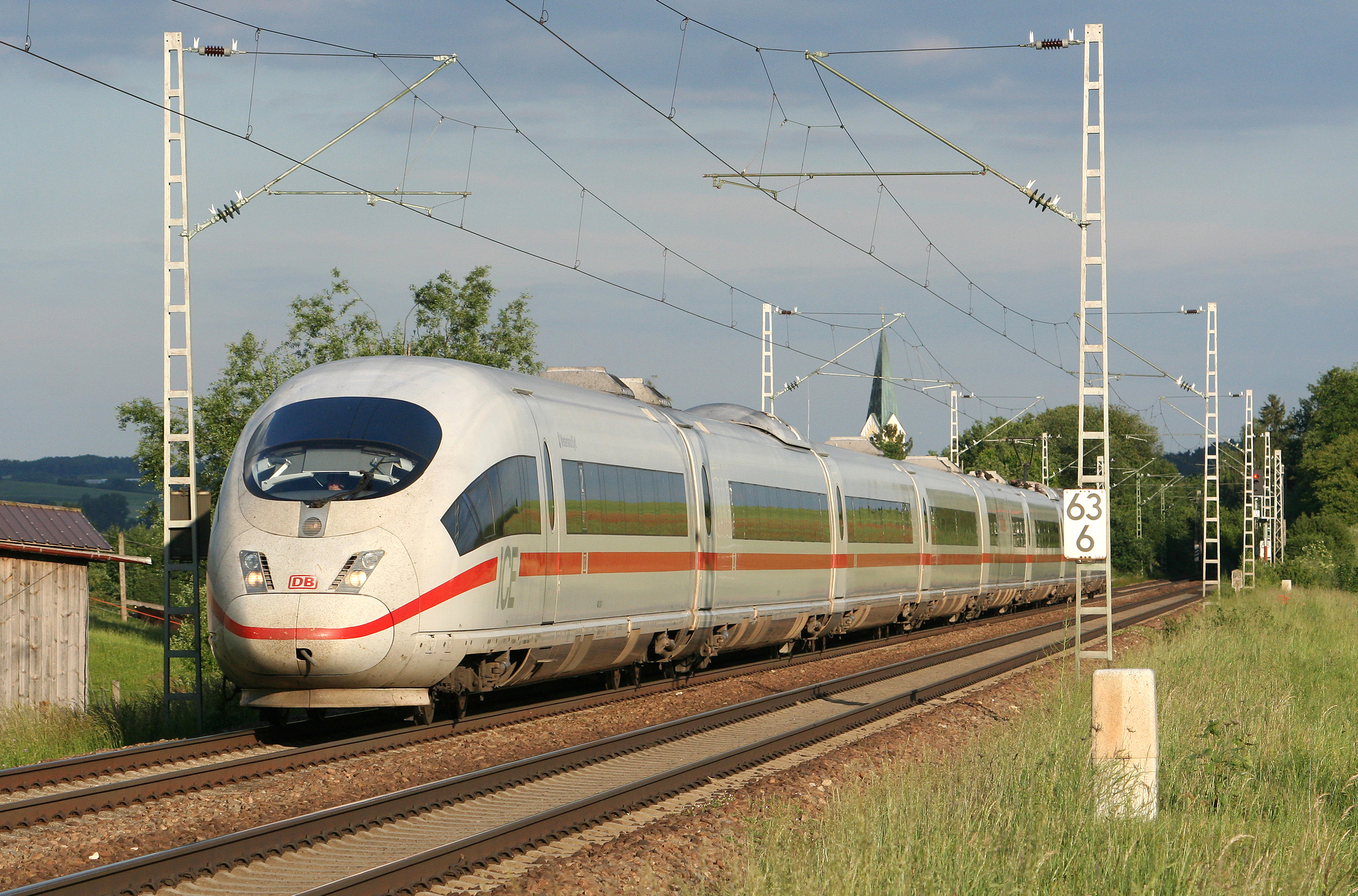
Tyskt höghastighetståg av typen Intercity Express i maj 2007.

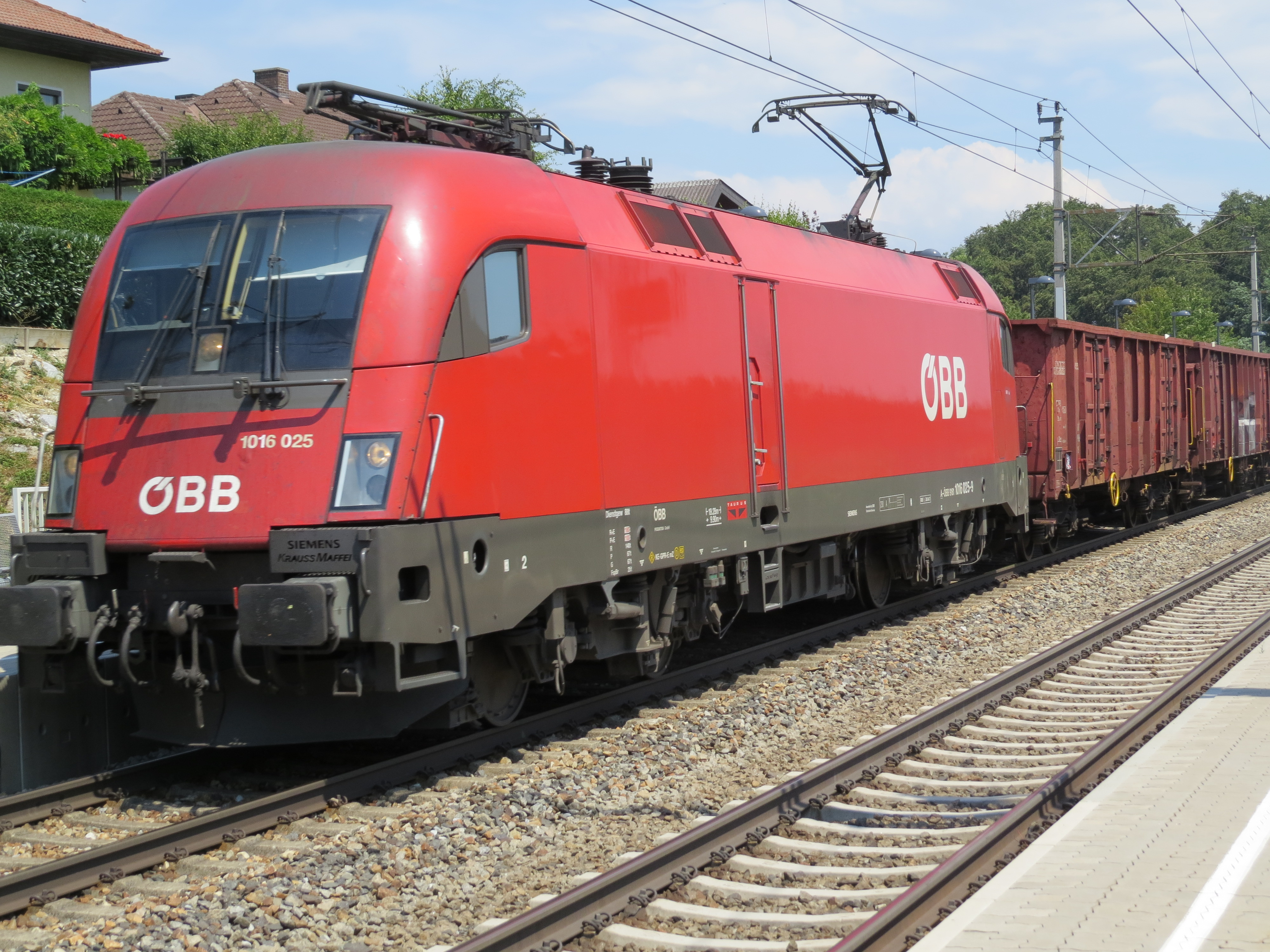
Ett godståg i Österrike juli 2018.

Tåg, eller i svensk trafiklagstiftning järnvägståg, är en transportmetod på räls där man sammankopplar flera avsedda järnväg- eller spårfordon (så kallade tågfordon) så att de framförs på rad som en enhet. Till tågfordon räknas även rälsbuss. Spårfordon som består av fast sammankopplade delar, det vill säga genom länkning, betraktas även som tåg.

## Typer av tåg
I stort sett kan tåg delas in i tre olika typer, persontåg, som är avsedda för transport av passagerare, godståg, som är avsedda för transport av varor (till exempel containrar och bulklast) och arbetståg, som användas under byggnad, underhåll eller undersökning av järnvägsspår och som inte används för transport av gods eller personer. I början var alla tre tågtyper liknande, där de bestod av en kraftkälla (först hästar eller människor och senare lok) och en eller fler vagnar, men som tåg och järnvägar har utvecklat sig har typerna skiljt sig något och motorvagnståg har blivit vanliga bland persontåg medan godståg nästan alltid består av lok och vagnar. Arbetståg har blivit något av en blandning mellan gods- och persontåg där olika fordon som inte längre används i person- eller godstrafik har blivit använda inom arbetsområdet och även nya fordon har tillverkats.

### Persontåg
Persontåg är avsedda för transport av passagerare och bestod från början av hästar som drog olika slags personvagnar. Senare kom lok och detta medförde att tåg blev större och kunde transportera flera resande. Det fanns ofta två eller tre olika klasser, där 1:a klass var dyrast. Som järnvägarna växte sig och blev större började olika typer persontåg förekomma, bland dem nattåg, pendeltåg och fjärrtåg, alla dock dragna av lok. Vid slutet av 1800-talet hade även pendeltåg börjat att köras. Under 1900-talet började motorvagnståg (som inte behöver lok) att utvecklas och har blivit mycket vanliga i många länder, och senare även snabbtåg. Under början av 2000-talet blev höghastighetståg vanliga i vissa länder.

#### Pendeltåg
Pendeltåg är persontåg som huvudsakligen trafikerar korta sträckor inom storstadsområden och närliggande orter. Behovet av särskilda pendeltåg uppstod redan under senare 1800-talet och vid 1890-talet hade vissa städer, såsom Sydney speciella pendeltåg. Under 1900-talet började många ställen runt om i världen att ersätta pendeltåg dragna av ånglok med pendeltåg som körs på el. En del pendeltågssystem, såsom i Köpenhamn och Berlin, liknar tunnelbanor, eftersom de är separerade från järnvägsnätet och har egna standarder för elsystem och annat.

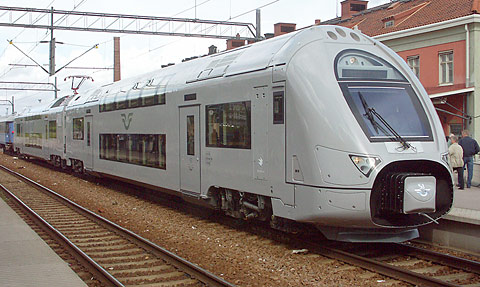
Tåg av typen X40 har körts som regionaltåg i Sverige. Tåget står på järnvägsstationen i Eskilstuna 2005.

#### Regionaltåg
Regionaltåg är persontåg som brukar köra längre sträckor än pendeltåg eller lokaltåg, men inte så långa som körs av fjärrtåg. I Sverige trafikerar regionaltåg sträckor på mellan ungefär 50 km och 100 km. I Finland körs regionaltåg i anslutningsförbindelser till andra snabbare tåg och betjänar mindre stationer, där avståndet mellan stationer oftast är 5 km till 30 km.

#### Intercitytåg
Intercitytåg är persontåg som körs mellan stora städer, men som inte anses som höghastighetståg. Ofta är InterCity, eller något liknande, ett varumärke som används av driftbolaget för att identifiera tåg som körs mellan stora städer.

#### Fjärrtåg
Fjärrtåg är persontåg som kör längre sträckor än regionaltåg. Till skillnad från snabbtåg och höghastighetståg, som ofta trafikerar lika långa sträckor, är fjärrtåg begränsade till en lägre hastighet, ofta runt 130 km/t.

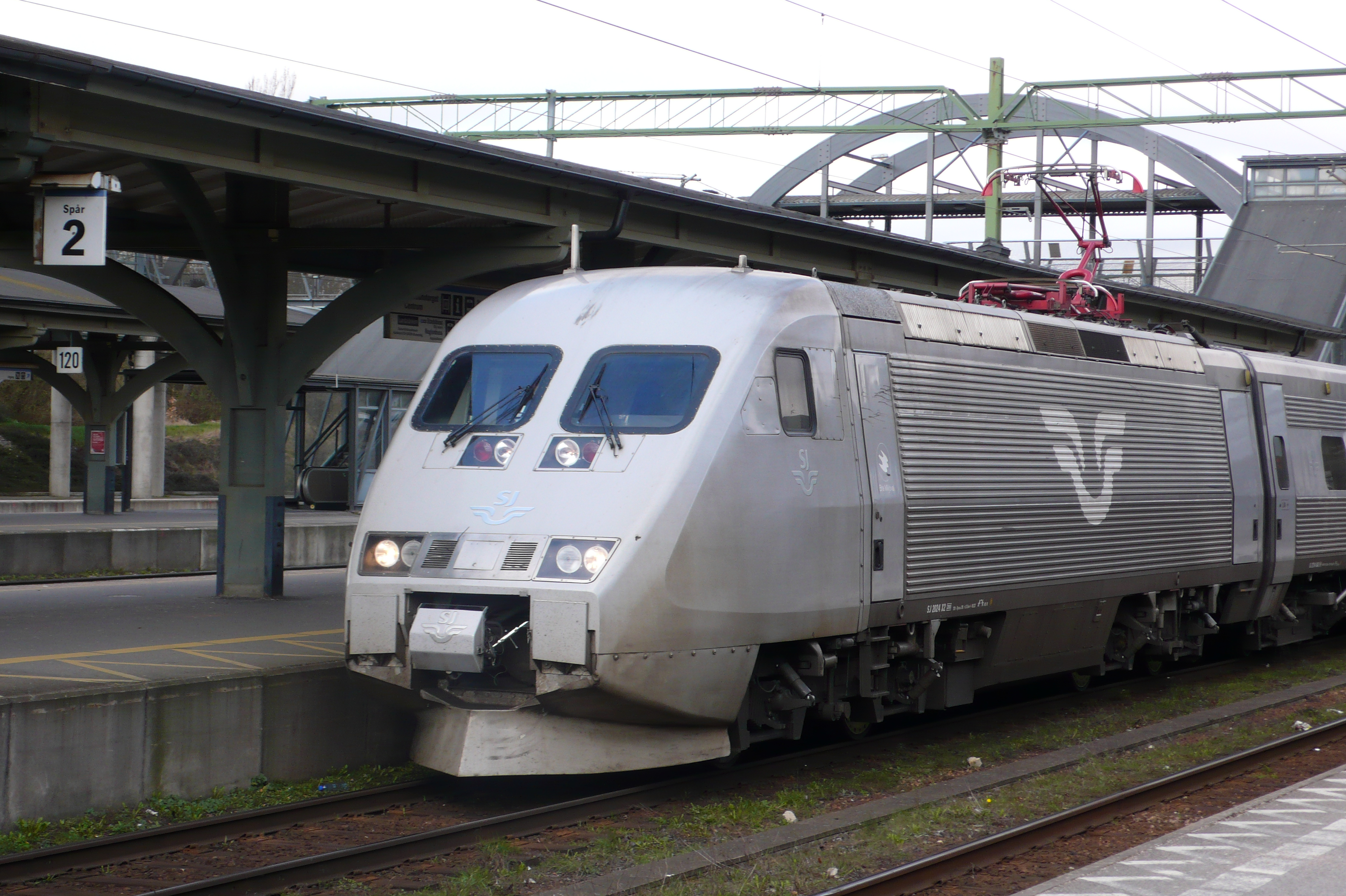
X 2000 är ett svenskt snabbtåg.

#### Snabbtåg
Persontåg med en maxhastighet på mellan 160 km/h och cirka 220 km/h brukar kallas för snabbtåg.

#### Höghastighetståg

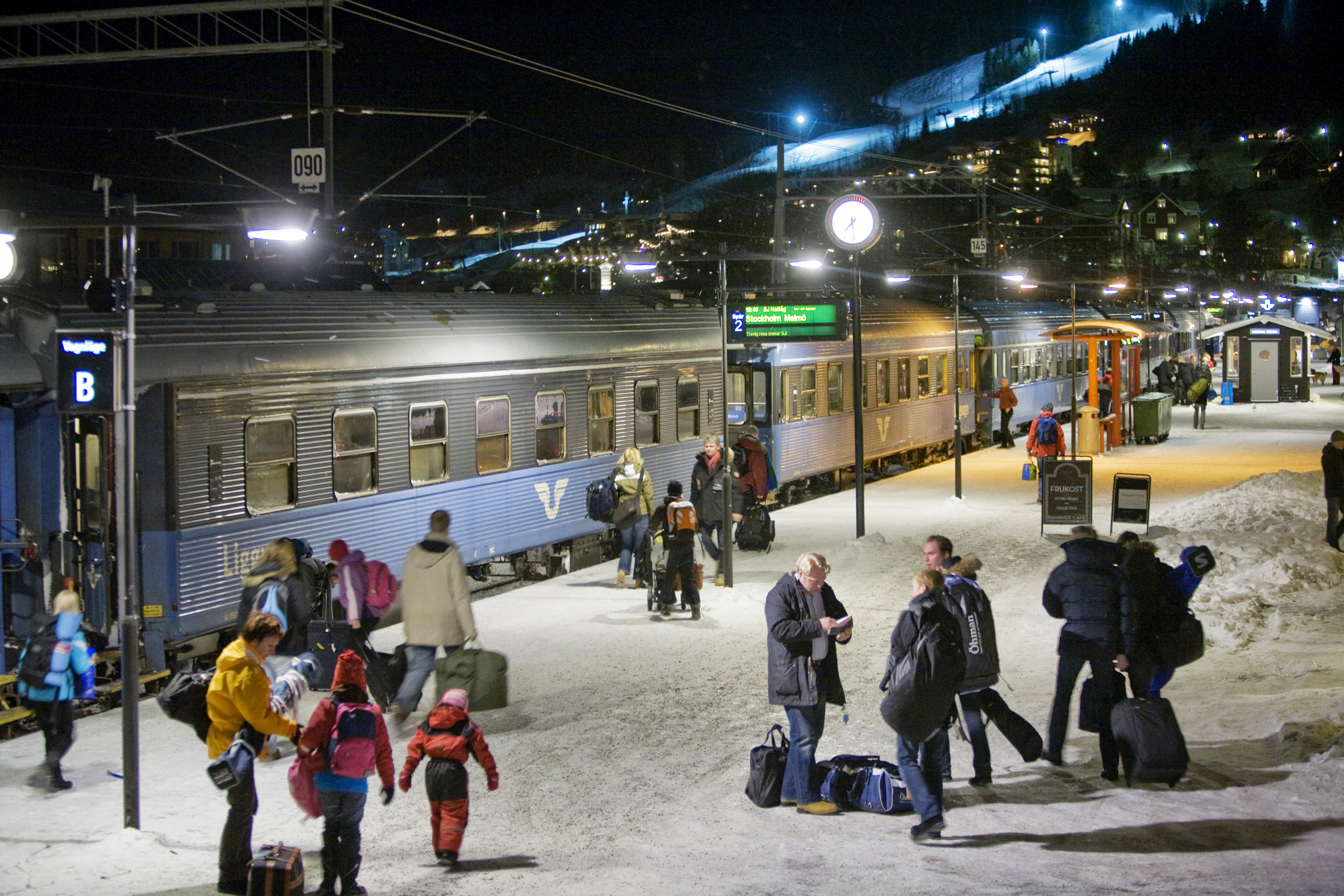
Ett nattåg mot Stockholm och Malmö står på stationen i Åre.

Höghastighetståg (högfartståg) är persontåg som kan köras i högre hastighet än andra persontåg, vilket gör att sådan trafik ofta kan konkurrera även med flygtrafik. Definitionen av höghastighet är inte fastställd och skiljer sig ganska mycket i olika länder, i Sverige kallas tåg med en topphastighet av minst 250 km/t för höghastighetståg medan i USA krävs det bara 201 km/t (125 mph) för ett tåg att räknas som ett höghastighetståg. Kända exempel på höghastighetståg är TGV (testkört i 575 km/h), Intercity Express och Eurostar. Även svenska Gröna tåget kan räknas som ett höghastighetståg. Utmärkande för höghastighetståg är att de brukar använda nybyggda, mer eller mindre egna banor, medan snabbtåg använder förbättrade befintliga banor tillsammans med andra persontåg och godståg. SJ föreslog redan i början av 1990-talet flera banor för "minst 350 km/h".

#### Nattåg
Nattåg är avsedda att trafikera längre sträckor, oftast under natten. Nattåg har ofta ett antal sov- och/eller liggvagnar, men även sittvagnar för folk som söker ett billigare alternativ. Nattåg har funnits sedan 1800-talet, och en känd tillverkare av sovvagnar var Pullman Palace Car Company där även vagntypen pullmanvagn får sitt namn från.

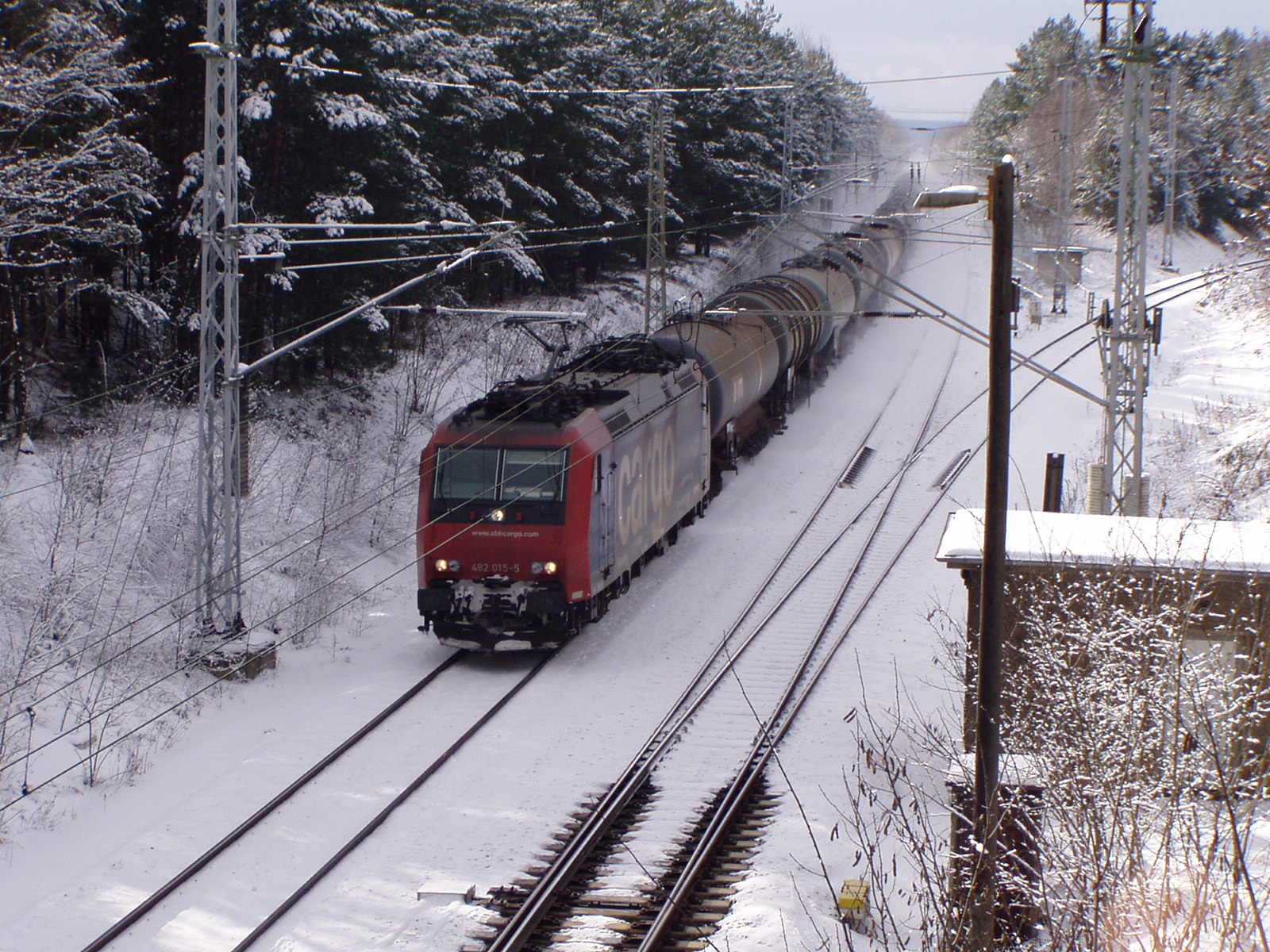
Ett godståg i Tyskland.

### Godståg
Till skillnad från persontåg är godståg avsedda för transport av varor, till exempel containrar, stål och kol. Godståg brukar vara tyngre och längre än persontåg, och kan i vissa länder väga över 16 000 ton. I Sverige utgör godståg en viktig del av det långväga godstransportnätet och mellan åren 1993 och 2004 har godståg stått för minst 24 procent av det långväga transportarbetet i Sverige, mätt i tonkm.

#### Systemtåg
Systemtåg är godståg där alla vagnar har samma utgångspunkt och destination, och har en stor fördel att tåget inte behöver stanna och växla under färden. Systemtåg är vanligt inte minst för transport av råvaror såsom kol, malm och kalksten eftersom sådana varor ofta transporteras i stora mängder. Även kombitåg kan vara systemtåg om tåget, till exempel, körs mellan en hamn, där containrar byts från lastfartyg till tåg, och en kombiterminal där containrarna byts från tåg till lastbil.

#### Intelligenta godståg
Intelligenta godståg utmärkes av att de utnyttjar information, registrerad under transporten, för att ge kunden eller operatören ett mervärde i form av högre punktlighet och bättre säkerhet.

### Arbetståg
Arbetståg är avsedda att användas under byggnad, underhåll eller undersökning av järnvägsspår och transporterar inte gods eller personer. Arbetståg transporterar ofta räls, sliprar eller ballast då det kan vara opraktiskt att transportera dessa varor med lastbilar eller andra vägfordon. Ett arbetståg kan även bestå av spårbundna maskiner, eller även arbetsmaskiner och vanliga järnvägsfordon. Det kan vara vägfordon såsom lastbilar och traktorer som har fått höj och sänkbara järnvägshjul monterade.

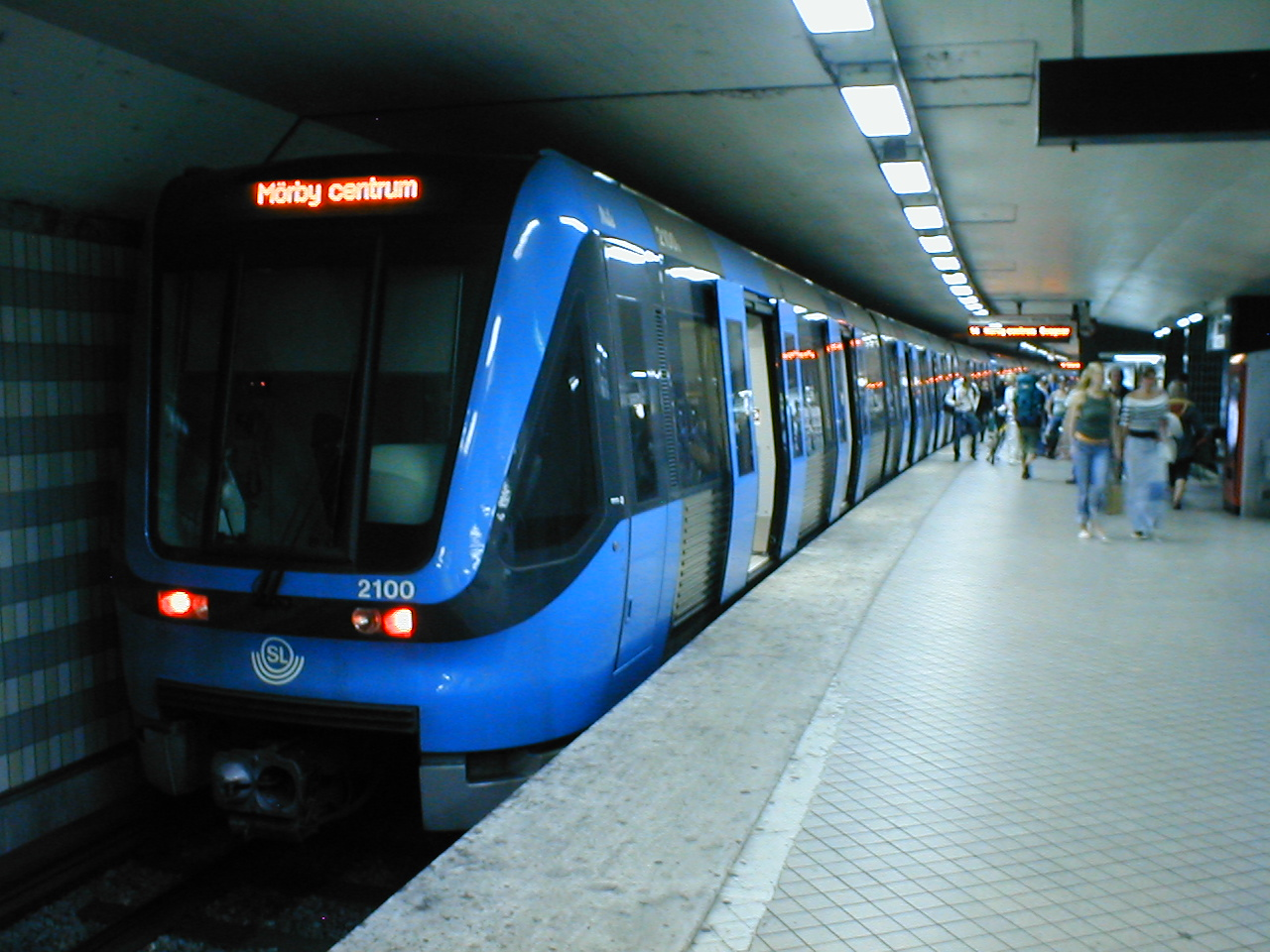
Tunnelbanetåg på Stockholms tunnelbana.

### Andra spårtrafik
Tåg kan även användas för annan spårtrafik.

#### Tunnelbanetåg
Tunnelbanetåg är avsedda för transport av personer och är främst anpassade efter tunnelbanor där mindre lastprofiler kan förekomma. Tunnelbanetåg kan likna pendeltåg då de båda är avsedda för korta resor och behöver ofta inte en stor mängd sittplatser.

#### Spårvagnståg
Ett eller fler spårvagnar kan kallas för ett spårvagnståg.

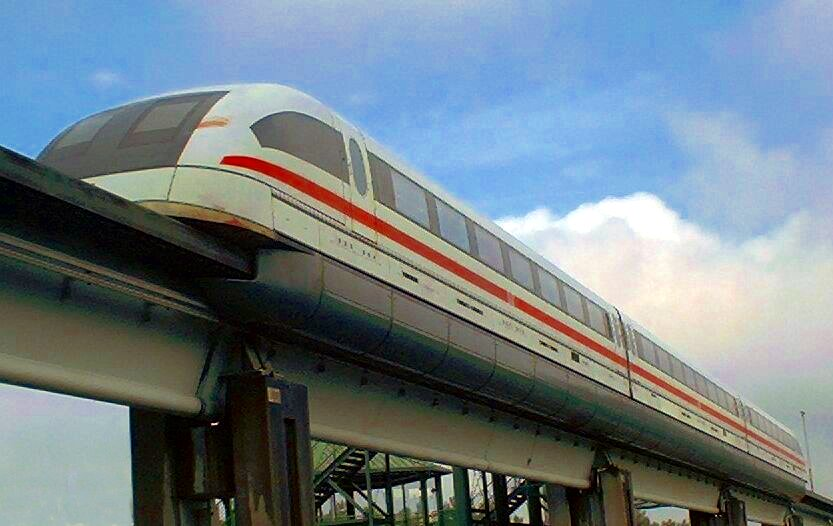
Maglevtåget Transrapid på försökssträckan i Tyskland.

#### Monorailtåg
Monorailtåg är avsedda för transport av personer. Till skillnad från vanliga järnvägståg, använder monorailtåg endast en räl, antingen under eller över fordonet, och har oftast gummihjul istället för stålhjul eftersom dessa gör tågen tystare och även hjälper tågen klara av branta lutningar. Många monorailtåg kör på el, men även dieselmonorailfordon kan förekomma.

#### Maglevtåg
Maglevtåg framförs på maglevbana och är avsedda för transport av personer.

## Historia

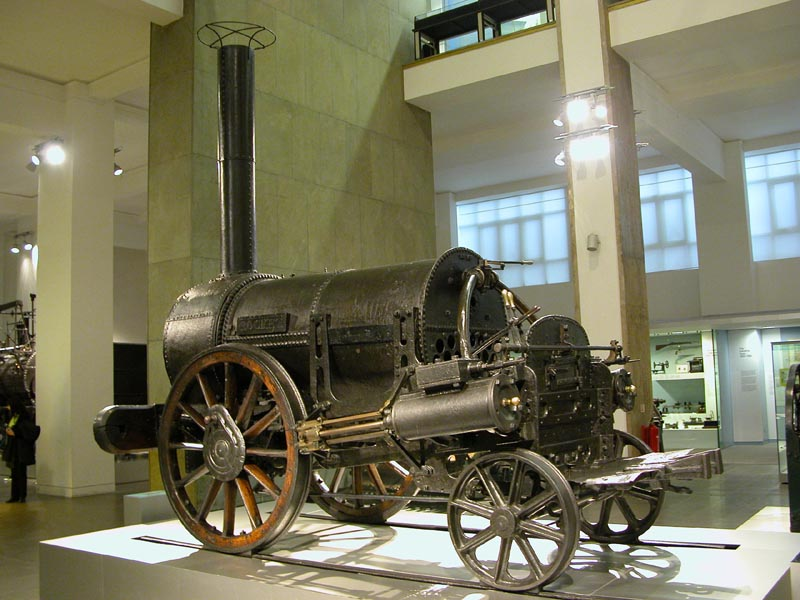
Rocket på Science Museum i London.

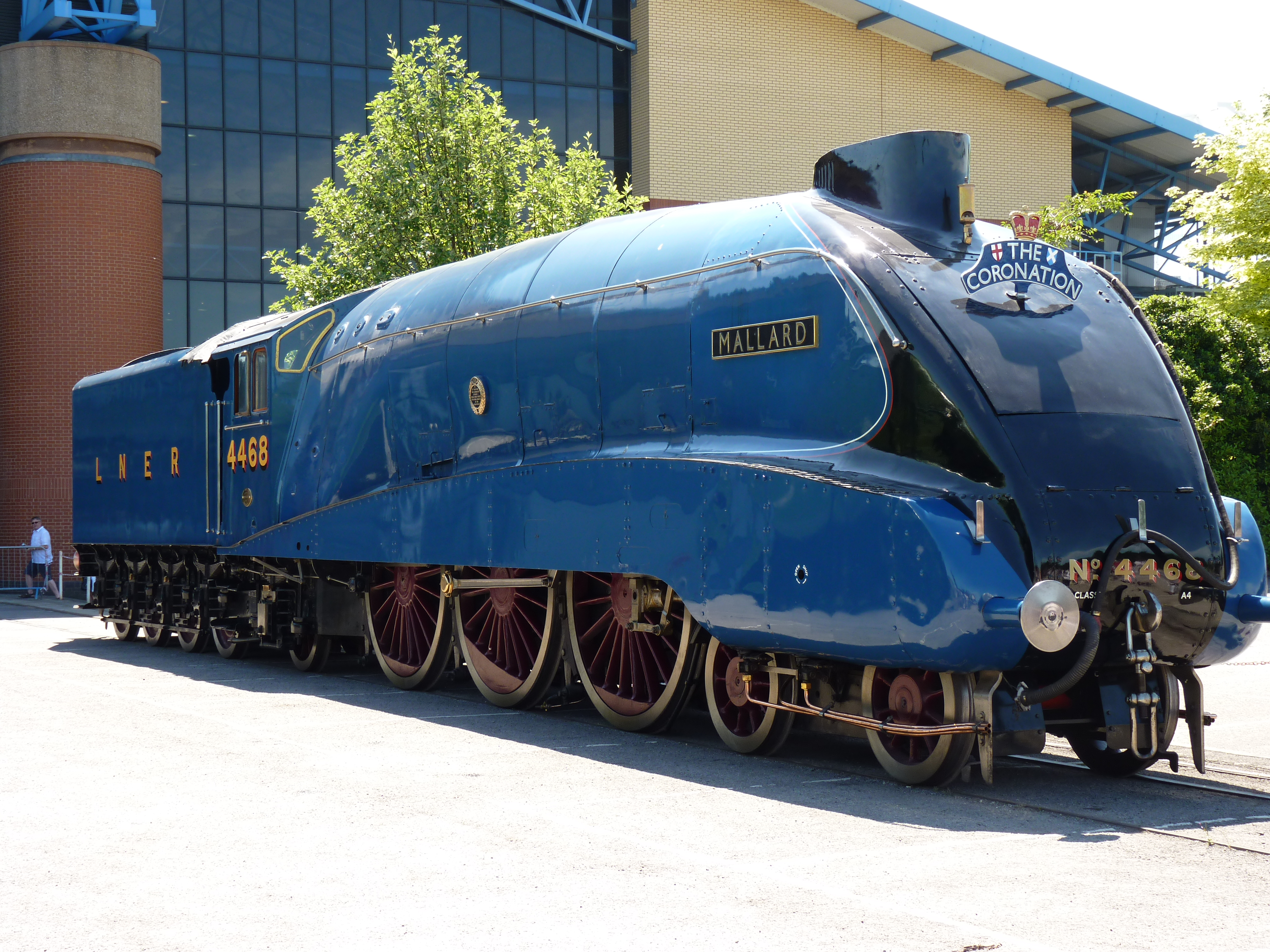
Mallard på National Railway Museum i York.

De allra första tågen drogs av antingen hästar eller människor. Detta förändrades dock under det tidiga 1800-talet (mellan 1800 och 1830) då praktiska ånglok började byggas, och bland de första var de berömda loken Rocket och Novelty. Under denna tid infördes även de första persontågen, dock endast dragna av hästar. År 1856 öppnades den första järnvägen med lokdrift och allmän trafik i Sverige. Under 1800-talets gång utvecklades större och kraftigare lok och till följd av detta blev tågen större och snabbare. Under 1870- och 1880-talen blev genomgående tågbroms allt vanligare på tåg, vilket var ett stort framsteg för säkerhet vid järnvägsdrift. Under 1890-talet började olika slags elektriskt drivna järnvägar dyka upp i Sverige, och år 1905 provkörde SJ ellok och elmotorvagnar. Under det tidiga 1900-talet blev elektriska järnvägar vanliga i många länder, såsom Sverige, Frankrike, USA samt Australien. Ytterligare ett framsteg togs år 1912 då världens första dieselelektriska järnvägsfordon, en dieselmotorvagn byggd av ASEA, lanserades i Sverige. Under 1930-talet kördes tåg för första gången fortare än 200 km/t och år 1938 kördes det brittiska loket Mallard i 202,8 km/t, vilket är ett rekord för ånglok. Under 1930-talet blev det inte bara snabbare tåg utan även bekvämare då det blev allt vanligare för tåg att förses med luftkonditioneringsanläggning. Under 1940- och 1950-talen började dieseldrift att bli populär i länder där eldrift på längre avstånd sågs som opraktisk och vid slutet av 1970-talet hade ångdrift försvunnit från många järnvägssystem, i Sverige togs SJ:s sista ånglok ur tjänst 1972. År 1990 sattes ett nytt hastighetsrekord för tåg då ett franskt TGV kördes i 515 km/t. År 2007 slogs det rekordet då ett TGV kördes i 553 km/t.

## Begrepp
Begreppet tåg, eller mer precist järnvägståg, är fundamentalt för trafiksäkerheten. Transportstyrelsens trafikföreskrifter för järnvägar (se källor nedan) har ett antal definitioner:
- Spårfordon, eller bara fordon, är vagnar eller lok avsedda för trafik på ett järnvägsspår och ska godkännas av en tillsynsmyndighet. Spårfordonen kan vara:
  - Storfordon, som med säkerhet kortsluter spårledningar och därför kan ge hindervarning i säkerhetssystemet.
  - Småfordon, vanligen arbetsredskap, som ej säkert kortsluter spårledningar och därför ej enbart kan utgöra tåg.
- Fordonsätt, tågsätt, är ett eller flera spårfordon, som kopplats ihop så att de kan manövreras som en enhet.
- Tåg är också beteckning på en tågtur, som mer formellt kallas färdsätt eller något följande termer:
  - Tågfärd, som är det normala fallet för nyttotrafik och kan planeras på två sätt:
    - Ordinarie tåg enligt en planerad tidtabell som gäller en viss period. Se tågläge.
    - Extratåg som planeras in för varje tillfälle.

  - Spärrfärd, som innebär att ett banavsnitt reserveras för endast ett tåg, vanligen ett arbetståg eller ett tåg ute i kapillärnätet. Kallades tidigare vagnuttagning.
  - Växling som innebär att fordonssättet ombildas genom att vagnar kopplas till eller från. Växling kan också avse framförande av tåg kortare sträckor i låg fart utan säkerhetssystem. Se tågbildning nedan.

### Tidtabellsbegreppet tåg
Begreppet tåg syftar inte bara på det fysiska tågsättet, utan är även ett tidtabellsbegrepp. För detta ändamål ges tåget ett entydigt tågnummer, i Sverige av Trafikverket, där olika operatörer har olika nummerserier. Dessa kan jämföras med "flightnummer" inom flyget. På senare år har även populärnamn införts för en hel tidtabell, till exempel Upptåget i Uppland.

## Tågbildning
Att sätta ihop ett tågsätt kallas tågbildning och innebär följande steg: Först kopplas vagnar och lok ihop; alla slags lok och vagnar kan omfattas av detta. Sedan bromsprovas tågsättet, detta för att ta reda på att bromsarna fungerar på hela tågsättet. Detta sker ofta samtidigt som vagnarna kontrolleras för att säkerställa att de är löpdugliga. Sist beräknas tåguppgifter såsom tågvikt, bromsvikt och tågvikt. Dessa anmäls till föraren som, i länder där Automatic Train Controlsystem (ATC-system) finns, matar in uppgifter i ATC-systemet.
Vissa tågsätt är permanent hopkopplade, som till exempel moderna persontåg som X2000 och X60 och vissa systemtåg, som går i pendeltrafik med samma godsslag. Dessa är aldrig föremål för vanlig tågbildning.
Efter att bromsprovet har utförts och när tåget är klart för avgång, det vill säga att föraren är klar för att ta det ut på linjen, ska föraren begära körtillstånd från tågklareraren. Körtillstånd lämnas av tågklareraren genom att antingen ställa en signal så att den ger ett körbesked, eller att lämna körtillståndet muntligt, då en signal inte kan ställas till kör eller föraren inte kan se signalen.
På ställen där växling sker ofta byggs bangårdar som underlättar tågbildning.

## Drift och ägande av tåg
Det är många företag som antingen äger tåg, kör tåg, eller kör och äger tåg.

### Operatörer
Operatörer är bolag (eller personer) som kör tåg och dessa i många fall måste bli godkända av tillsynsmyndigheten innan de får trafikera en bana. Godkännande från en tillsynsmyndighet kan innebära bland annat att operatören hanterar risk och säkerhet vid järnvägsdrift på bra sätt.

## Drift och ägande av tåg i Sverige
Förr i tiden var det oftast samma bolag som ägde både banan och tågen och även körde tågen. På 2000-talet är bilden i Sverige mer differentierad:
- Trafikverket, som äger huvuddelen av banorna i Sverige. För nyttjandet av spåren tas olika avgifter ut. T.ex. spåravgift (0,29 öre/tonkm 2009), persontrafikavgift per tonkm och energiavgift (loken har elmätare).
- Operatörer, som antingen bara kör loken, även äger loken eller äger hela tåget. I Sverige är det i huvudsak SJ som kör fjärrtåg.
- Finansbolag, som kan äga lok och vagnar, men leasa ut dem till operatörer.
- Huvudmän, som garanterar kundunderlag och intäkter. T.ex. länstrafikbolag. Kan i vissa fall även äga det rullande materialet.

Operatörerna måste varje år begära tåglägen hos Trafikverket, som sedan så gott det går, efter prioriteringsregler, tilldelar plats för tågen. Från 2010 planeras differentierade avgifter, så att flaskhalsar blir dyrare.

## Säkerhetssystem
Tåg kan förses med olika säkerhetssystem för att öka säkerheten vid järnvägsdrift. Redan under 1920-talet fanns det säkerhetssystem såsom Automatic Train Protection (ATP) där ett tåg skulle nödbromsas av ATP-utrustningen om det kör förbi en signal som visar stopp. ATP-system, speciellt under tidigare 1900-talet, kan utgöras av mekaniska föremål ute på banan, ofta nära signaler, som träffar en utrustning på tåget som orsakar tåget att bromsas.
Andra system, såsom Automatic Train Control (ATC) bygger på ATP och kan även övervaka tågets hastighet, så att om tåget kör för fort, antingen genom en kurva eller när det närmar sig en signal, kan tåget bromsas för att undvika en urspårning eller annat slags olycka. ATC användes först i Sverige år 1980. Andra ännu mer avancerade system förekommer såsom European Rail Traffic Management System (ERTMS).

Det finns även system som kontrollerar att tågföraren är fortfarande vaken och har förmågan att köra tåget, dessa system kan behöva föraren håller ett handtag eller trycker på en knapp, och är speciellt viktiga då det endast finns en person i förarhytten.

## Berömda tåg
Några tåg har blivit kända inte bara i det land där de körs, utan även i andra länder, och till dessa kan räknas tåg såsom Orientexpressen (Europa) och The Ghan (Australien).